# Else, m'n Elsje
Else, m’n Elsje is een hoorspel van Franz Hiesel. Else, mein Elschen werd op 6 december 1972 door de Norddeutscher Rundfunk uitgezonden. C. Denoyer vertaalde het en de VARA zond het uit op woensdag 24 april 1974 (met een herhaling op zondag 23 juli 1975). De regisseur was Ad Löbler. Het hoorspel duurde 49 minuten.

## Rolbezetting
- Joke Reitsma-Hagelen (Else, Elsje)
- Hans Karsenbarg (Hans)
- Eva Janssen (moeder)
- Huib Orizand (vader)

## Inhoud
Uitgangspunt voor dit hoorspel was Slimme Elsje, sprookje nr. 34 van Grimm. De Else uit het sprookje ziet in de kelder een haak hangen, die later weleens op het hoofd van haar kind zou kunnen vallen. In plaats van dat ding echter te verwijderen, begint ze te piekeren. De Hans uit het sprookje luistert naar haar gepieker, vindt dat ze slim is en trouwt met haar. "Eigenlijk zou 'slim' tussen aanhalingstekens moeten staan, maar wijst het diepgaand fatalisme van Else, en later haar vrolijke onverschilligheid, niet alweer op slimheid? In gebruikelijke zin, en volgens de gebruikelijke morele code, is ze evenwel van een andere aard, niet aangepast en niet in staat tot aanpassing," aldus Hiesel…